# سفارة منغوليا في ألمانيا
سفارة منغوليا في ألمانيا هي أرفع تمثيل دبلوماسي لدولة منغوليا لدى ألمانيا. تقع السفارة في برلين وهي تهدف لتعزيز المصالح المنغولية في ألمانيا.

## وصلات خارجية
- الموقع الرسمي
- قائمة سفارات منغوليا
- قائمة السفارات في ألمانيا